# ماریا ریبرو
ماریا ریبرو (انگلیسی: Maria Ribeiro؛ زادهٔ ۹ نوامبر ۱۹۷۵) هنرپیشه اهل برزیل است. او یک دوجنس‌گرا است.
از فیلم‌ها یا برنامه‌های تلویزیونی که وی در آن نقش داشته‌است می‌توان به یگان ویژه اشاره کرد.